# Karl Franz Buddeus

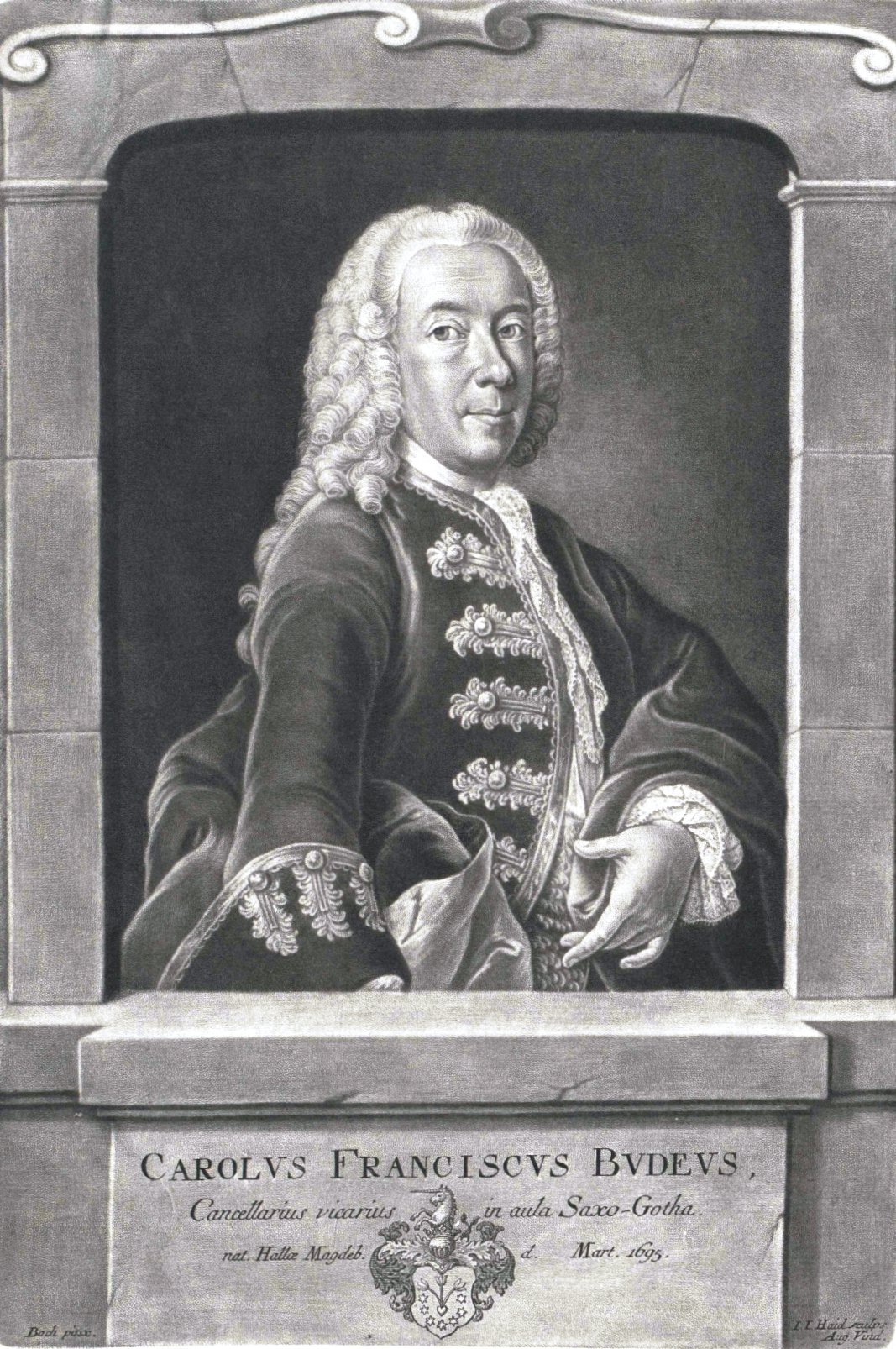
Karl Franz Buddeus, Stich von Johann Jacob Haid nach Bach

Karl Franz Buddeus (* 25. März 1695 in Halle (Saale); † 5. Juli 1753 in Gotha) war ein deutscher Jurist und Staatsmann.

## Leben
Karl Franz Buddeus (Budeus) war der zweite Sohn des Theologen Johann Franz Buddeus und dessen Ehefrau Katharina Susanne Poßner. Nach dem Studium in Jena wurde er in Weimar 1719 Hofadvokat und 1727 Landschaftskommissar. 1718 ging Buddeus nach Rudolstadt, war fürstlich-schwarzburgischer Justizrat und ab 1730 Hofrat. 1734 trat er in die Dienste Herzog Friedrichs III. von Sachsen-Gotha-Altenburg. 1750 wurde Buddeus Vizekanzler der Landesregierung in Gotha.
Buddeus fand wie sein Vater seine letzte Ruhestätte auf dem Gothaer Friedhof I (Alter Gottesacker) zwischen Bürgeraue und Eisenacher Straße. Nach der Auflassung des Friedhofes im Jahre 1874 wurde sein Grabmal in den Kreuzgang der Augustinerkirche versetzt, wo es bis heute in der Nähe des ebenfalls versetzten väterlichen Grabmals zu sehen ist.

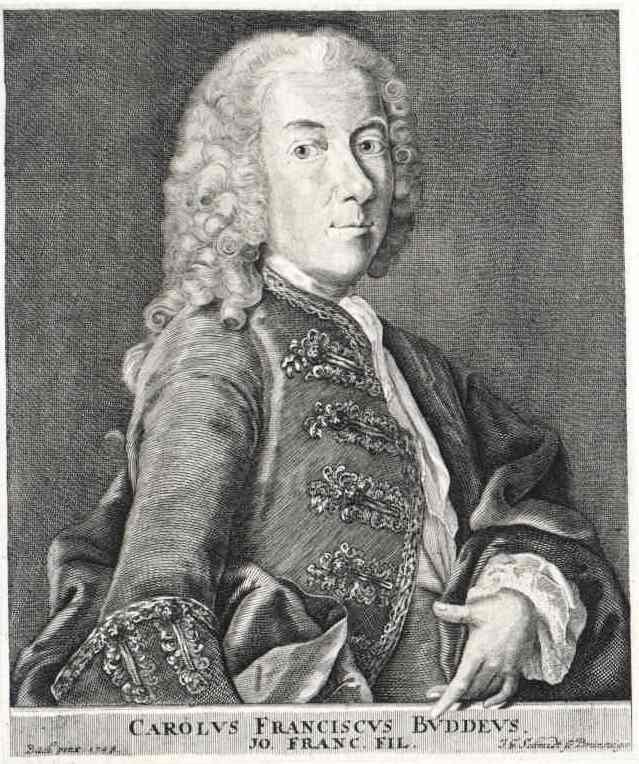
Karl Franz Buddeus, Stich von Johann Georg Schmidt nach Bach
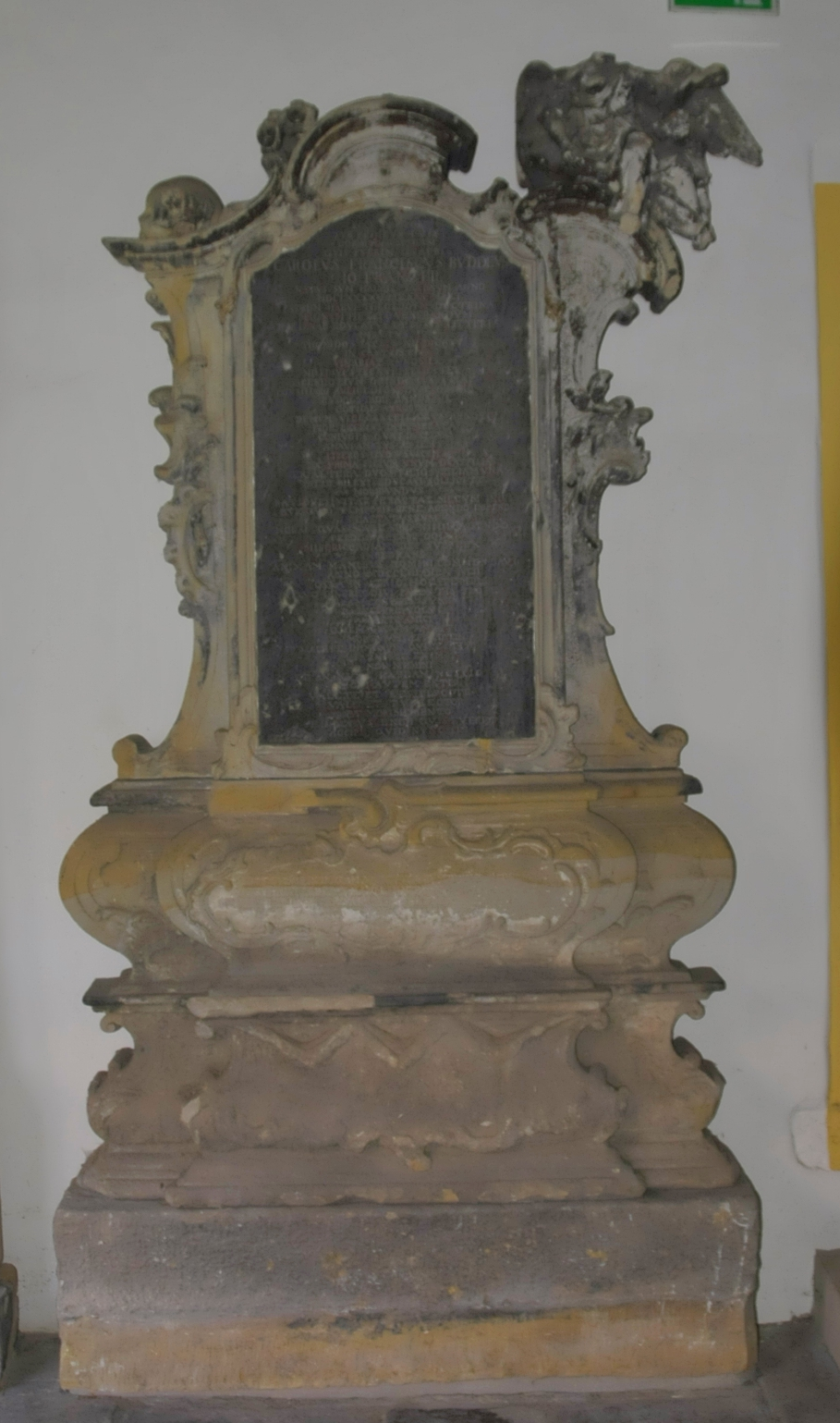
Grabstein in der Augustinerkirche in Gotha

## Familie
Buddeus’ Tochter Charlotte Eleonore Hedwig (1727–1794) war mit dem Gothaer Gymnasialprofessor Heinrich Blumenbach (1709–1787) verheiratet. Aus dieser Ehe ging Johann Friedrich Blumenbach hervor, womit Karl Franz Buddeus der Großvater des Begründers der Zoologie und Anthropologie ist. Außerdem ist er Großvater von Johann Karl Immanuel Buddeus.